# Акант (град)
Вижте пояснителната страница за други значения на Акант.
Акант (на старогръцки: Ἄκανθος; на гръцки: Άκανθος; на латински: Acantus) е древен град в Северна Гърция на източния бряг на Халкидическия полуостров.

## Местоположение
Останките от селището се намират на 1 километър югоизточно от днешния град Йерисос.

## История
Древният Акант е бил водещ град - пристанище на източен Халкидики и един от най-важните в цяла Македония. Заема привилегировано положение между два морски бряга, в непосредствена близост до Йерисос и по пътя за Урануполис и Атон.
Акант, колония на андросците според Тукидид (IV 84.1) или на андросците и халкидците според Плутарх (30 Гръцки въпроси) е основан около средата на VII век пр.н.е на праисторическо място. Николай Дамаски пише, че Акант е основан през 655 пр. Хр. от колонисти от остров Андрос. 
Градът е известен с широкото разпространение на своите монети в античността. Основен източник на богатство на града е селското стопанство.
По време на Гръко-персийските войни Акант е на страната на персите - първо в 492 - 490 година пр. Хр. подкрепя първа персийска инвазия в Гърция, под командването на Мардоний и след това в 480 пр. Хр. подкрепя и нашествието на персийския цар Ксеркс I и подпомага изграждането на Ксерксовия канал.
След загубата на Персийската империя 480/479 пр. Хр. против съюза на свободните гръцки градове, Акант влиза в Делоския морски съюз начело с Атина. До 450/449 пр. Хр. Акант дава кораби, след това започва да плаща на Атина трибути от 3 таланти.
След 405 пр. Хр. градът се освобождава и за десетилетия е автономен, което се потвърждава в договор между македонския цар Аминта III и вече влиятелния Халкидски градски съюз между 393 и 389 пр. Хр. Акант загубва свободата си напълно с експанзията на Древна Македония при цар Филип II Македонски през средата на IV век пр. Хр. Съобщения за Акант има отново едва от 199 пр. Хр., когато градът през Втората македонска война е ограбен от римски войски (Ливий, 31.45.15 и други). Градът съществува обаче и през римско време.
Сребърните монети са сечени за първи път в Акант около 530 г. пр. Хр. в големи количества по евбейски образец. Около 424 г. пр. Хр. монетосеченето на града се променя и започва да следва финикийските стандарти. Последните монети на монетния двор на Акант могат да бъдат датирани към средата на IV век пр. Хр.